# Королевська Наталія Юріївна
Ната́лія Ю́ріївна Короле́вська (18 травня 1975, м. Красний Луч, Ворошиловградська область, Українська РСР, СРСР) — українська проросійська політична та державна діячка, колишній міністр соцполітики України (2012—2014), керівниця партії «Україна — вперед».
Кандидатка на виборах президента України 2014 року (зняла кандидатуру). Народна депутатка V та VI скл. від БЮТ, голова Комітету ВРУ з питань промислової і регуляторної політики та підприємництва (2007—2012), народна депутатка VIII скл. від Опозиційного блоку, народна депутатка України IX скл. від проросійської партії ОПЗЖ, член Комітету ВРУ з питань соцполітики, зайнятості та пенсійного забезпечення. Віце-президент Асоціації платників податків України.
2022 року, після початку повномасштабного вторгнення РФ до України, пропустила всі засідання у ВР, виїхала за кордон. Громадянка Росії. З 20 липня 2025 року перебуває під санкціями РНБО України.

## Біографія
Школу закінчила зі срібною медаллю. Згідно з наданими Королевською документами, вона має дві вищі освіти та ступінь кандидата наук:
- 1997 року заочно закінчила економічний факультет Східноукраїнського національного університету за спеціальністю «Менеджмент у виробничій сфері» та здобула кваліфікацію менеджера[17].
- 2002 року закінчила Донецьку державну академію управління і отримала диплом про перепідготовку за спеціальністю менеджмент організацій[18].
- 2011 року отримала диплом про присудження наукового ступеня кандидата економічних наук за спеціальністю «Економіка та управління підприємствами (за видами економічної діяльності)»[18].

### Скандал щодо підробки дипломів
На початку 2013 року у засобах масової інформації розгорнувся скандал щодо того, що Наталія Королевська не отримувала вищої освіти та підробила власні дипломи. Це трапилось після того, як народний депутат Геннадій Москаль повідомив про те, що Наталія Королевська звернулась у міліцію із заявою про втрату диплома про закінчення Східноукраїнського національного університету (СНУ) після її призначення на посаду Міністра соціальної політики України.
За декілька днів Наталія Королевська надала журналістам копії своїх документів про вищу освіту, серед яких був дублікат диплому СНУ датований 8 січня 2013 року.
Однак, протягом 2013 року журналіст Олег Перетяка провів власне розсідування факту навчання Наталії Королевської у СНУ. За його версією, згідно із документами, Наталія перевелась до СНУ за підробною довідкою із неіснуючого навчального закладу, документи про навчання у СНУ також мають ознаки підробленості. За свідченням викладача, чий підпис стоїть у заліковій книжці Королевської, її серед його студентів не було.
У жовтні 2013 року Олег Перетяка подав заяву на ім'я генпрокурора України Віктора Пшонки про вчинення злочину міністром соціальної політики Королевською та посадовими особами СНУ. Проте, ця заява не була розглянута Генеральною прокуратурою, а повернута на розслідування в районну міліцію Луганська 2013 року.

## Бізнес
- У 1992—1993 рр. працювала менеджером на підприємстві «Етко», а в 1993—1998 рр. — фінансовим директором компанії «Мета». Протягом 1998—2001 рр. була комерційним директором «МЕТА Компані».
- У 2001—2006 рр. займала посаду голови Наглядової Ради ВАТ «Луганськхолод». За час її керівництва було проведено повну модернізацію підприємства, створено департаменти логістики, збуту, маркетингу, управління якістю та стратегічного розвитку.
- За результатами загальнонаціональної програми «Людина року — 2004» Наталія Королевська стала лауреатом у номінації «Лідер середнього бізнесу».
- У 2003—2005 рр. — член Ради підприємців України при Кабінеті Міністрів України, координатор Луганської регіональної комісії Ради підприємців України.
- З 2003 року — виконавчий директор Асоціації товаровиробників Луганщини «МИ» (на громадських засадах).
- 2008 — за оцінкою журналу «Фокус» Королевська, як співзасновник ВАТ «Луганськхолод» (торгова марка рос. «Королевское мороженное»), з статками 243 млн $, входила до першої сотні найбагатших людей України[23], займаючи в списку 93 позицію[24].

## Політичні погляди

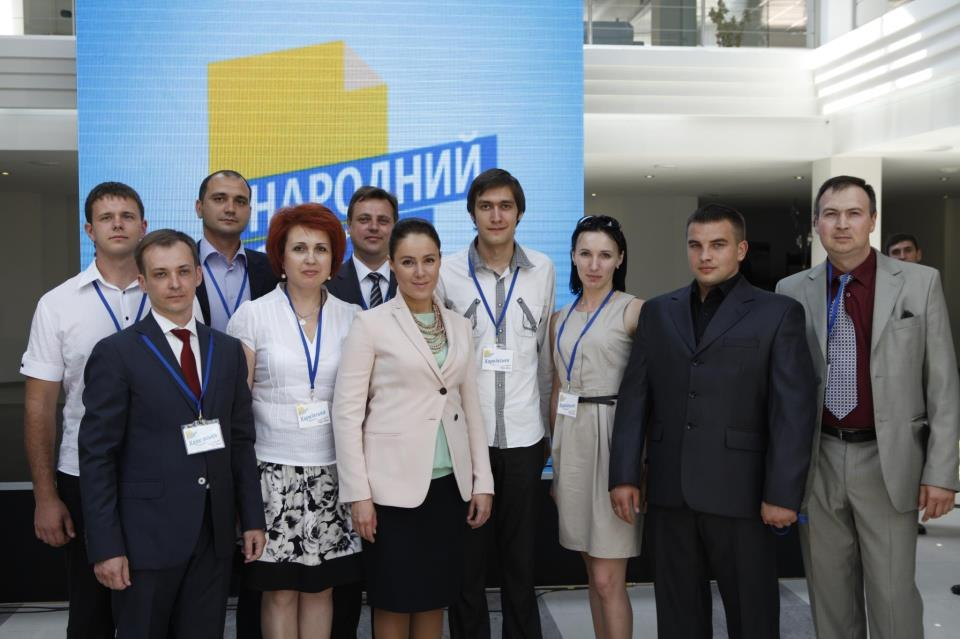
Наталія Королевська лютий 2013

Королевська має проросійські політичні погляди, є депутаткою проросійського «Опозиційного блоку». Вона відкрито підтримує вбивць Небесної сотні.
27 лютого 2020 року в Львівській ОДА проходило виїзне засідання комітету Верховної Ради України з питань соціальної політики та захисту прав ветеранів, на якому планували обговорити новий трудовий кодекс та систему пенсійного забезпечення. На засіданні була присутня й Королевська, а також прийшли львівські активісти. Серед активістів були ветерани АТО, представники Української спілки учасників АТО, ГФ «Рабів до раю не впускають», які вимагали, аби Королевська сказала, чий Крим та те, чи є Росія агресором. Відповідаючи на запитання, Королевська визнала, що Крим, Донецьк та Луганськ – це Україна, а от на запитання про те, чи є Росія агресором не відповіла. Це дуже обурило активістів, які почали вигукувати: «Ганьба!», «Геть зі Львова», «Чемодан, вокзал, Росія!», і під ці вигуки Королевська залишила приміщення Львівської ОДА. Після того, як Королевська залишила Львівську ОДА, вона зустрілася з представниками проросійської організації «Організації ветеранів України».
У лютому 2020 року Королевська у Верховній Раді вимагала повернути в школи російську мову, і під час свого виступу заявила: 
| Українська мова — це формальність, а усі і так говорять в Україні російською мовою[29]. |

## Політична діяльність
З 2002 по 2006 рр. — депутат Луганської обласної ради, секретар постійної комісії з питань промисловості, будівництва, ЖКГ та торгівлі. Брала участь у розробці та реалізації обласних програм зі створення і розвитку спеціальних (вільних) економічних зон та територій пріоритетного розвитку. Була головою комісії з питань аналізу діяльності і пошуку шляхів оздоровлення холдингу «Донбасантрацит».
З 2006 р. — нардеп V скликання, Блок Тимошенко. Член політради партії «Батьківщина». Секретар Комітету Верховної Ради України з питань економічної політики, член Постійної делегації в Міжпарламентській асамблеї держав учасниць СНД.
З 2007 р. — народний депутат України VI скликання, голова Комітету ВРУ з питань промислової і регуляторної політики та підприємництва. Згідно з даними офіційного вебсайту Верховної Ради України за результатами письмової реєстрації народних депутатів протягом 2011 року з загальної кількості 82 ранкових та вечірніх пленарних засідань парламенту Королевська була присутня лише на 25, що становить 30 %.
Співголова групи з міжпарламентських зв'язків із Росією.
23 грудня 2011 року була обрана лідером Української соціал-демократичної партії (УСДП), яка входила до складу Блоку Юлії Тимошенко.

### 2012 рік
14 березня 2012 року була виключена з фракції БЮТ через системне порушення фракційної дисципліни. На думку самої Королевської, її виключення з фракції пройшло без погодження з Юлією Тимошенко, за рішенням Олександра Турчинова та Андрія Кожем'якіна.
Пізніше в ефірі телеканалу «Інтер» Турчинов підтвердив цю інформацію та заявив, що існують серйозні проблеми при спілкуванні з Юлією Тимошенко.
15 березня 2012 року Рада Блоку Тимошенко через «відхід керівництва УСДП та, зокрема, Наталії Королевської, від політичних та ідеологічних засад, на яких створювався БЮТ та функціонує опозиція», а також через «…співпрацю цієї партії з Адміністрацією президента та правлячим режимом» виключила Українську соціал-демократичну партію, яку очолювала Наталія Королевська, зі складу БЮТ.
|  | «Я вважаю, що найголовніше — це мета. А вже досягнення цієї мети залежить від нашої сили волі, наскільки її у нас вистачає. А якщо у когось здаються нерви, підкачала сила волі, і особисті амбіції все-таки беруть верх, ну, що ж, здавай мандат, організовуй свою партію — немає проблем. Це не заборонено в нашій країні. А у нас, я впевнена, — все вийде» |

22 березня українська соціал-демократична партія (УСДП) перейменована на Партію Наталії Королевської «Україна — Вперед!». Відповідне рішення одноголосно підтримано делегатами IX з'їзду УСДП.

Під час свого виступу на з'їзді партії Наталія Королевська відмітила, що незважаючи на перейменування, ідеологія партії, як і політична позиція, залишиться незмінною.
Я переконана, що соціал-демократична ідеологія — єдина, яка здатна вивести Україну із жахливого соціал-економічного стану. Тому ідеологія партії залишається незмінною, незважаючи на перейменування. Крім того, я з відповідальністю заявляю: ми були в опозиції до режиму Януковича, і ми залишаємось у опозиції до режиму Януковича. Я боролась за звільнення Юлії Тимошенко, і ми продовжимо нашу боротьбу.
— заявила Королевська. Пізніше з'явилась інформація, що Юлія Тимошенко дуже болісно сприйняла звістку про створення Королевською своєї партії і не бажає з нею більше спілкуватися.
Партія заявила про намір брати участь у парламентських виборах 2012 року. Є членом Опозиційного блоку (колишня «Партія регіонів»).

### 2014 рік
Королевська подала заявку до ЦВК, як кандидат на посаду Президента, але 1 травня подала іншу заяву з проханням про зняття кандидатури.
З 27 листопада 2014 року депутат Верховної Ради від Опозиційного блоку, член Комітету Верховної Ради України з питань соціальної політики, зайнятості та пенсійного забезпечення.

### 2015 рік
У березні 2015 року займала посаду віце-прем'єра з соціальної політики та пенсійної реформи у тіньовому кабінеті міністрів, створеному партією «Опозиційний блок».

### 2016 рік
У 2016 році журналіст Денис Казанський встановив, що Королевська через підставних осіб торгувала кольоровим металом через ЛНР.

### 2022 рік
У 2022 році, пропустила всі засідання у ВР, із 21 квітня до 22 травня у Верховній Раді відбулося 66 голосувань, всі з яких були пропущені. Із початком військового вторгнення Росії до України виїхала за межі України.
У грудні 2022 року НАЗК виявило факти можливого незаконного збагачення депутатки Наталії Королевської на майже 50 млн грн і умисне внесення недостовірних даних до декларації за 2020 рік, які відрізняються від достовірних на 3,8 млн. Справу скерували до САП і НАБУ.

### 2023 рік
15 червня 2023 року НАБУ оголосило у розшук колишню проросійську народну депутатку Королевську. НАБУ і САП заочно повідомили про підозру Наталії Королевській у недостовірному декларуванні (частина 1 статті 366-2 Кримінального кодексу України).

## Критика
Виборчий список власної партії, оприлюднений 1 серпня, Королевська очолила особисто. Громадянський рух Чесно для забезпечення виборцям доступу до неупередженої інформації для здійснення вибору (згідно зі ст. 63 Закону України «Про вибори народних депутатів України»), провів перевірку депутата ВРУ VI скликання та одночасно кандидата в депутати Верховної Ради VII скликання Королевської на відповідність розробленим рухом критеріям доброчесності.
Були отримані такі результатам моніторингу:
- Причетність до порушень прав і свобод людини (порушено право громадян на отримання достовірної інформації шляхом виготовлення та розміщення «джинси»);
- Зміна політичної позиції всупереч волевиявленню виборців (вихід зі складу фракції, за списком якої пройшла в парламент);
- Причетність до корупційних дій (витратила, як депутат, в 2010 році за кошти бюджету на свій проїзд 95 223 грн при нормі 26 800 грн);
- Непрозорість задекларованих доходів та майна та їх невідповідність способу життя (задекларувала за 2011 рік власний сукупний дохід та своєї сім'ї загальною сумою 167 640 грн. (у тому числі заробітна плата народного депутата — 167 338 грн.) і 557 388 грн. відповідно, хоча журнал «Фокус» ще в 2008 році оцінив її статки в суму 243 мільйони доларів США, а на сесії парламенту кореспонденти сфотографували її в одязі від Louis Vuitton та з наручним годинником Breguet вартістю 82 000 євро);
- Неособисте голосування в парламенті (карткою голосували при відсутності Королевської на засіданнях згідно з даними письмової реєстрації);
- Відсутність на засіданнях парламенту та комітетів[46].

Агітацію за себе та власну партію Наталія Королевська розпочала задовго до офіційного початку виборчої кампанії. Виборча кампанія партії «Україна — Вперед!», за оцінками експертів у результаті моніторингу зовнішньої та телевізійної реклами, обійшлася в суму 150—200 млн доларів США.
Партія подала позов у суд на Київський міжнародний інститут соціології (КМІС) та фонд «Демократичні ініціативи» за опублікування результатів спільного соціологічного опитування, в якому зокрема вказувалось, що за цю політичну силу готові віддати свої голоси 2,1 % виборців. В інтерв'ю кореспонденту «Коммерсант-Украина» Наталія Королевська сказала:

| "— Соціологічні війни проводяться перед кожними виборами, але такого, як зараз, ще ніколи не було. І тому ми, отримавши дані внутрішніх опитувань, які підтвердили наш результат в 7%, прийняли рішення судитися. Ми вважаємо, що це допоможе уникнути маніпуляцій. Соціологія маніпулює думками людей і є одним з елементів фальсифікації виборів — людям наперед нав'язують сфабрикований результат. — Якщо вибори покажуть, що ваш рейтинг набагато нижчий за 7%, ви відкличете свій позов до КМІС та фонду «Демократичні ініціативи»? — Ми не будемо відкликати позов, тому що точно знаємо, що їх дослідження не проводилось. А вибори покажуть, що наш рейтинг — 10%!" Оригінальний текст (рос.) «— Социологические войны ведутся перед каждыми выборами, но такого, как сейчас, еще никогда не было. И поэтому мы, получив данные внутренних опросов, которые подтвердили наш результат в 7%, решили судиться. Мы считаем, что это поможет избежать манипуляции. Социология манипулирует мнением людей и является одним из элементов фальсификации выборов — людям заранее навязывают сфабрикованный результат. ої — Если выборы покажут, что ваш рейтинг гораздо ниже 7%, вы отзовете свой иск к КМИС и фонду "Демократические инициативы"? — Мы не будем отзывать иск, поскольку точно знаем, что их исследование не проводилось. А выборы покажут, что наш рейтинг — 10%!» |.
Після проведення виборів виявилось, що партію «Україна — Вперед!» підтримало своїми голосами 322 198 виборців, або 1,58 %, тобто рейтинг партії під час опитувань виявився навіть завищений, хоча й у межах похибки. В результаті кожен голос, відданий за партію Королевської, коштував їй та її соратникам, як мінімум, у 332 долари, а до ВРУ Королевська та її партія не потрапили.

## Законодавчі ініціативи
Співавтор Закону «Про підвищення престижності шахтарської праці»[http://gska2.rada.gov.ua/pls/zweb_n/webproc4_1?id=&pf3511=33401%5Bнедоступне+посилання+з+квітня+2019%5D][недоступне посилання з серпня 2019], автор Закону «Про внесення змін до деяких законів України щодо спрощення умов ведення бізнесу в Україні», співавтор Закону про внесення змін до Закону України «Про Державний бюджет України на 2009 рік» (щодо фінансової стабілізації підприємств вугільної галузі) та ін.
Була одним із 59 депутатів, що підписали подання, на підставі якого Конституційний суд України скасував статтю Кримінального кодексу України про незаконне збагачення, що зобов'язувала держслужбовців давати пояснення про джерела їх доходів і доходів членів їх сімей. Кримінальну відповідальність за незаконне збагачення в Україні запровадили у 2015 році. Це було однією з вимог ЄС на виконання Плану дій із візової лібералізації, а також одним із зобов'язань України перед МВФ, закріпленим меморандумом.

## Власність та нерухомість

### Фонд «Новий Донбас»
Королевська є головою наглядової ради благодійного фонду «Новий Донбас», створеного в липні 2008 року. З метою допомоги соціально незахищеним людям фонд співпрацює з громадськими організаціями «Данко», «Богуслава», благодійними організаціями ім. Матері Терези, «Софія», товариством хворих на цукровий діабет, товариством сліпих.

## Сім'я
Чоловік — Юрій Васильович Солод. Виховують двох синів.
Старший син, Ростислав (2.03.2001), у жовтні 2020 року, здобув мандат депутата Краматорської міської ради VIII скликання від партії «ОПЗЖ» та став членом постійної комісії з питань соціально-економічного розвитку, планування, бюджету, фінансів, зовнішньоекономічної діяльності.
Молодший син — Ярослав (2008 р. н.)
У вересні 2017 року Наталія Королевська повідомила, що удочерила маленьку дівчинку зі Слов'янська.
Батько, Юрій Васильович Королевський, — директор шахти. Мати, Лариса Петрівна Королевська, — вчителька.

Брат, Костянтин Юрійович Королевський, — колишній заступник міністра регіонального розвитку РФ. Дитинство і юність Наталія провела в Луганській області.

## Цікаві факти
- 2008 — посіла 68 місце в сотні найвпливовіших українців за версією журналу Кореспондент[59].
- 2009 — увійшла до першої десятки у рейтингу «ТОП-100» найвпливовіших жінок України (9-те місце), складеному журналом «Фокус»[60].
- 2010 — посіла 15 місце цього ж рейтингу «ТОП-100» найвпливовіших жінок України, складеному журналом «Фокус»[61].
- Не повністю володіє українською мовою. Інколи висловлюється суржиком чи так званою «азірівкою»[62].
- Стала прототипом одного з персонажів українського мультсеріалу Казкова Русь.
- 9 травня 2016 року та у червні 2017-го Королевську обливали зеленкою і закидали яйцями на знак обурення через її підтримку сепаратизму[63][64].